# 32267 Hermannweyl
32267 Hermannweyl este un asteroid din centura principală de asteroizi.

## Descriere
32267 Hermannweyl este un asteroid din centura principală de asteroizi. A fost descoperit pe 1 august 2000 la Prescott (Arizona) de Paul G. Comba. Asteroidul prezintă o orbită caracterizată de o semiaxă mare de 2,79 ua, o excentricitate de 0,08 și o înclinație de 15,9° în raport cu ecliptica.